# Helmut Born
Helmut Born (* 3. November 1948 in Berghausen, Wittgensteiner Land) war Generalsekretär des Deutschen Bauernverbands (DBV).

## Leben
Nach dem Studium der Agrarwissenschaften an der Rheinischen-Friedrich-Wilhelms Universität blieb er an der Hochschule und schloss er in Bonn eine Promotion an (Dissertation Strukturplanung für Schlachthöfe und andere Be- und Verarbeitungsbetriebe landwirtschaftlicher Produkte. 1977). Kurz darauf wechselte er zum Deutschen Bauernverband.
Ab Mai 1978 arbeitet Helmut Born zunächst als persönlicher Referent des  Präsidenten Constantin Heereman von Zuydtwyck beim DBV. Im Januar 1982 erfolgte seine Beförderung zum stellvertretenden Generalsekretär. Seit Oktober 1991 bekleidet er die Position des Generalsekretärs und leitet die Geschäfte des Deutschen Bauernverbands im Haus der Land- und Ernährungswirtschaft in Berlin. 2013 feierte er sein 35. Dienstjubiläum und begleitete in dieser Zeit drei Präsidenten des Verbands als Generalsekretär. Er ist Mitglied im Aufsichtsrat der Landgesellschaft Sachsen-Anhalt.
Born bekleidete neben seiner Funktion beim Bauernverband auch weitere Ämter. Er ist unter anderem Mitglied im Verwaltungsrat der Landwirtschaftlichen Rentenbank, Vorstandsmitglied der Deutschen Stiftung Kulturlandschaft, Aufsichtsratsmitglied der Land-Data und war bis 2010 Mitglied im Bioökonomierat (mittlerweile eingegliedert in der Acatech). In den Jahren 1982 bis 1991 leitete er die deutsch-polnische Arbeitsgruppe Land- und Agrarwirtschaft des Bundeswirtschaftsministeriums.
Born ist verheiratet und hat zwei Kinder.

## Auszeichnungen
- Im Jahre 2010 wurde Born mit der Albrecht-Daniel-Thaer-Medaille der Humboldt-Universität zu Berlin für seine Verdienste als Förderer der Agrarforschung und Agrarwissenschaften ausgezeichnet.[3]
- Im Oktober 2013 wurde Born durch den Minister für Ernährung und Landwirtschaft mit der Professor-Niklas-Medaille ausgezeichnet.[4]
- 2015 Bundesverdienstkreuz am Bande
- 2017: Ordre du Mérite agricole (Landwirtschaftlicher Verdienstorden Frankreichs) in der Stufe Offizier[5]